# Koto Okubo
Koto Okubo (大久保 琴, Ōkubo Koto; Tokio, 24 december 1897 – Kawasaki, 12 januari 2013) was bij haar overlijden de oudste erkende levende vrouw ter wereld. De Japanse verkreeg deze vermelding na het overlijden van de toen eveneens 115-jarige Amerikaanse Dina Manfredini op 17 december 2012. Zij was samen met haar iets oudere landgenoot Jiroemon Kimura, de oudste mens ter wereld anno 2013, een van twee nog levende personen van wie het bewezen is dat ze werden geboren in 1897.
Okubo leefde in een rustoord in Kawasaki samen met haar 88-jarige zoon, die het nieuws van haar overlijden aan een longontsteking, opgelopen niet lang na haar laatste verjaardag, wereldkundig maakte.